# Fähre Salbke

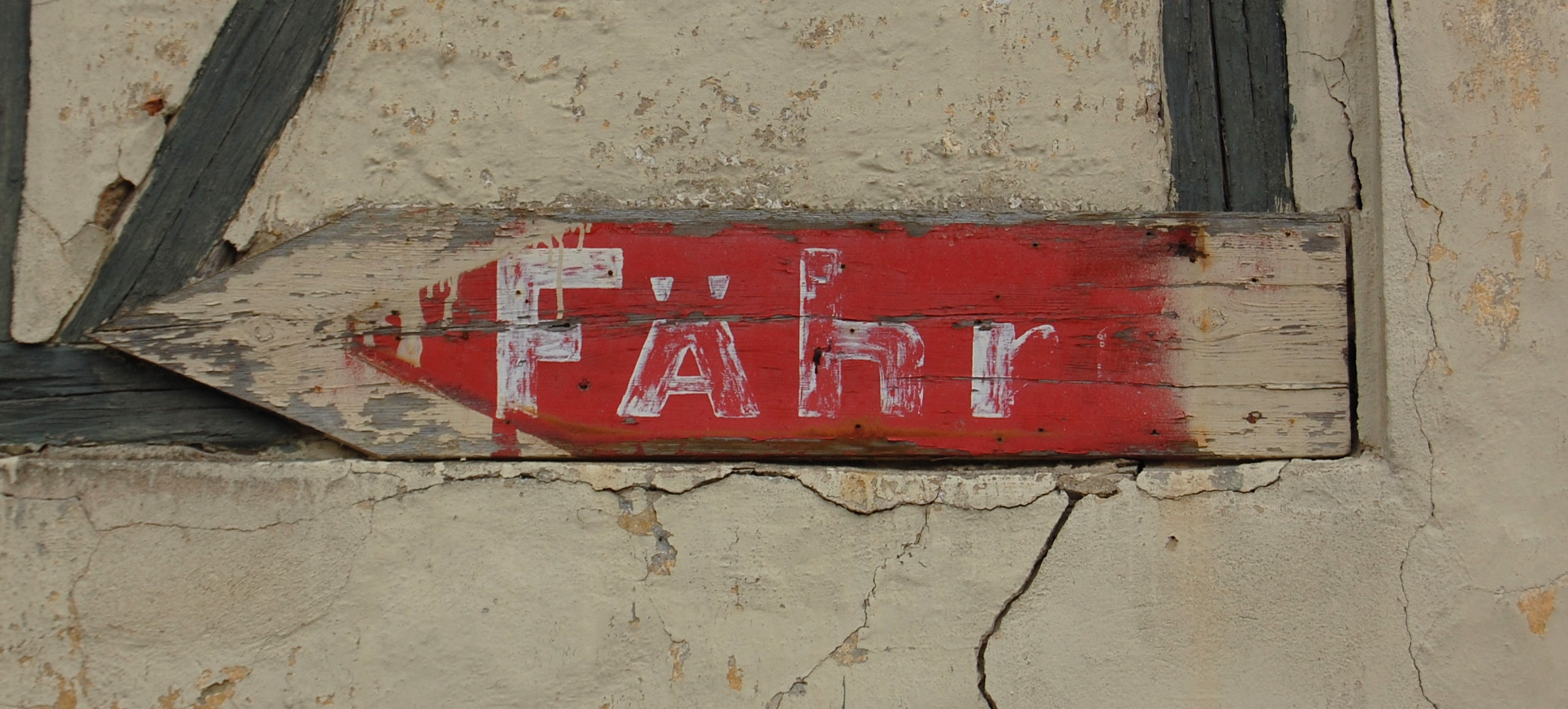
Wegweiser zur Fähre in der Repkowstraße, Aufnahme 2010

Die Fähre Salbke war eine Fähre über die Elbe bei Salbke. Sie verband das auf dem linken Elbufer gelegene Dorf Salbke mit dem rechtselbisch gelegenen Waldgebiet Kreuzhorst.

## Geschichte
Ein Vorläufer der Fähre Salbke war die Klosterfähre. Sie gehörte zum Klostergut Salbke und diente insbesondere dazu, die rechtselbischen auch zum Kloster Unser Lieben Frauen gehörenden Gebiete zu erreichen. Sie hatte daher keinen festen Standort, sondern wurde je nach Bedarf eingesetzt. So wurde über die Elbe bei Salbke das Vieh des Klosterhofs zu den Wiesen am Kuhlenhagen übergesetzt. Aber auch südlich von Westerhüsen in der Nähe der Wahlwiese und Pötritz, sowie weiter nördlich bei Prester, wo das Kloster ebenfalls über Besitz verfügte, kam die Klosterfähre zum Einsatz. Die Klosterfähre stellte in einem gewissen Sinne eine Konkurrenz zur in der Nähe befindlichen Fähre Westerhüsen dar, wobei diese jedoch den privaten und sonstigen landwirtschaftlichen Verkehr abwickelte.
Nach den Zerstörungen des Dreißigjährigen Kriegs nahm zuerst die Klosterfähre den Betrieb wieder auf und stand auch der Allgemeinheit zur Verfügung. Da sie auch weiterhin nicht standorttreu betrieben wurde, war sie den Anwohnern zu unzuverlässig. Ab 1690 war dann auch wieder die Westerhüser Fähre im Einsatz. Hiergegen beschwerte sich der Probst des Klosters bei der Domvogtei und machte eine Existenzgefährdung der Klosterfähre geltend. Der 79-jährige Westerhüser David Koch bezeugte jedoch, dass es früher zwei Fähren gab, ohne dass eine Existenzgefährdung bestand. Die Beschwerde des Probstes wurde daraufhin abgewiesen. Später führten die Westerhüser dagegen Klage, dass die Klosterfähre auch private Leute und Fuhrwerke übersetzte, da dies alleinige Aufgabe der Fähre Westerhüsen wäre. Tatsächlich untersagte der Domvoigt der Klosterfähre solche Schwarzfahrten.
Mitte des 19. Jahrhunderts stellte die Klosterfähre ihren Betrieb ein, da die Bewirtschaftung des Klostergutes aufgegeben wurde.
Daraufhin richteten Salbker dann die Fähre Salbke ein. Sie wurde als Kahnfähre betrieben und überquerte die Elbe in der Höhe der Ortslage Salbke. Zunächst bestanden erhebliche wirtschaftliche Schwierigkeiten. Durch den allgemein zunehmenden Verkehr, trug sich die Fähre jedoch wirtschaftlich nach einiger Zeit. Die Fähre war bis in die Zeit der DDR tätig und stellte dann ihren Betrieb ein.
In der Repkowstraße des seit 1910 als Stadtteil zu Magdeburg gehörenden Salbke besteht noch heute (Stand 2012) ein altes verwittertes Hinweisschild zur Fähre.